# Protoje
Protoje, właśc. Oje Ken Ollivierre (ur. 14 czerwca 1981 w Saint Elizabeth, Jamajka) – jamajski wokalista reggae i dub. Syn artystki reggae Lorny Benett.

## Dyskografia

### Mixtape
- Lyrical Overdose Volume 1 (2005)
- This Is Protoje (2011)
- Music From My Heart (2013)
- England Be Wise (Toddla T meets Protoje) (2015)

### Albumy studyjne
- The Seven Year Itch (2011)
- The 8 Year Affair (2013)
- Ancient Future[2] (2015)
- A Matter of Time (2018)

### Single
- Arguments (2009)
- Dread (2010)
- JA (2010)
- Roll (2010)
- Rasta Love (gościnnie Ky-Mani Marley) (2011)
- Who Dem A Program (2012)
- This Is Not A Marijuana Song (2012)
- Kingston Be Wise (2012)
- I&I (2013)
- Resist Not Evil (2013)
- Who Knows (gościennie Chronixx) (2014)
- Stylin' (2014)
- Answer To Your Name (2015)
- Bubblin' (2015)
- Sudden flight (gościnnie Jesse Royal oraz Sevana) (2015)
- Blood Money (2017)
- Bout Noon (2018)
- Criminal (2018)